# Acuminochernes tacitus
Espèce
Acuminochernes tacitus est une espèce de pseudoscorpions de la famille des Chernetidae.

## Distribution
Cette espèce est endémique du Colorado aux États-Unis. Elle se rencontre dans le comté de Larimer.

## Description
Le mâle holotype mesure 2,2 mm et les femelles de 2,25 à 2,35 mm.

## Publication originale
- Hoff, 1961 : Pseudoscorpions from Colorado. Bulletin of the American Museum of Natural History, no 122, p. 409-464 (texte intégral).